# اچ‌ام‌اس کرزن (کی۵۱۳)

{{Infobox ship characteristics
اچ‌ام‌اس کرزن (کی۵۱۳) (به انگلیسی: HMS Curzon (K513)) یک کشتی بود که طول آن ۳۰۶ فوت (۹۳ متر) Length overall بود. این کشتی در سال۱۹۴۳ (میلادی)|۱۹۴۳]] ساخته شد.